# HD 135367
HD 135367，又名BD-04 3840，SAO 140408、HR 5669，是一颗恒星，视星等为6.28，位于銀經355.07，銀緯42.4，其B1900.0坐标为赤經15h 9m 34.1s，赤緯-5° 42.4′ 50″。